# Hirkî, Putîvl
Hirkî (în ucraineană Гірки) este un sat în comuna Buneakîne din raionul Putîvl, regiunea Sumî, Ucraina.

## Demografie
Componența lingvistică a localității Hirkî
     Rusă (95,07%)
     Ucraineană (4,93%)
Conform recensământului din 2001, majoritatea populației localității Hirkî era vorbitoare de rusă (95,07%), existând în minoritate și vorbitori de ucraineană (4,93%).